# 菊与刀
《菊与刀》（The Chrysanthemum and the Sword），美国人类学家鲁思·本尼迪克特於第二次世界大战接近尾声时受美国政府委托，为解决盟军是否应该占领日本以及美国应该如何管理日本的问题，根据文化类型理论、运用文化人类学方法对即将战败的日本进行研究所得出的综合报告，主要内容是分析了日本国民的性格，旨在通过日本传统文化中的矛盾来理解和预测盟軍佔領日本時期的行为。1946年该报告被作者整理成书出版，遂成本书。这本书在塑造美国人对日本文化的看法方面具有重要影响，同时也普及了罪感文化和耻感文化之间的区别。
尽管在某些方面遭受了严厉批评，但这本书仍然具有深远的影响力。1992年，两位人类学家写道：“从1946年《菊与刀》出版以来，我们所有人似乎都在为它写注释。”作者本尼迪克特用“菊”与“刀”来象征日本文化的双重性（即爱美而黩武，尚礼而好斗，喜新而顽固，服从而不驯）。
这本书也影响了日本人对自身的理解。1948年，书籍被翻译成日语，并在中日关系恶化时成为中华人民共和国的畅销书。

## 研究环境
《菊与刀》是本尼迪克特在战争期间的研究成果，类似于美国战时情报局对日本和德国的其他几项研究。这是一个“远距离文化研究”的例子，通过大量阅读书刊和日本文学、报纸剪辑、电影和录音，以及与德裔美国人或日裔美国人的大量访谈来研究文化。这种方法是由于人类学家无法亲自访问纳粹德国或战时日本所迫。然而，后来的一位人类学家指出，尽管“远距离文化研究”有着“精心打造的学术光环”，但这种方法与任何优秀历史学家的做法并没有太大区别：都是尽可能创造性地利用已有的书面文献。人类学家试图理解可能导致曾经友好的国家之间产生敌对行为的文化模式，并希望找到被忽视的弱点或说服手段。
美国人发现自己无法理解日本文化中的一些问题。例如，美国人认为，战俘希望家人知道他们还活着，并在被询问关于部队动向等信息时保持沉默是很自然的。然而，日本战俘显然是自由地提供信息，而且不会试图联系他们的家人。

## 评价
美国作家波莉·普拉特在她的作品《French or foe?》日文版的序言中表示，她正是通过《菊与刀》了解了日本文化的奇妙之处。

## 中譯本
- 黃道琳譯，桂冠圖書1974年4月初版，ISBN 9575513258；2006年4月再版，ISBN 9577305571
- 崔樹菊、呂萬和譯，商務印書館1990年6月初版（日本叢書），ISBN 9787100012935
- 廖源译，中国社会出版社2005年2月初版，ISBN 9787508702605
- （插圖典藏本）唐晓鹏、王南译，華文出版社2005年2月初版，ISBN 7507515753
- 沙半納譯，商務印書館（香港）有限公司2005年7月初版，ISBN 9620717511
- 《：日本文化面面观》（闲读世界人文书系）北塔译，上海三联书店2007年11月初版，ISBN 978-7-5426-2630-1
- （插图评注版）刘锋译，当代世界出版社2008年1月初版，ISBN 978-7-5090-0284-1
- 《圖解你所不知道的日本文化之美》葉寧譯，華威國際2013年5月初版，ISBN 978-986-5942-40-3